# 普拉斯 (阿美族)
普拉斯（阿美語：Fulad/Furas/Fulat），又可稱府辣斯，是台灣阿美族神話中的月神。

## 職責
普拉斯的意思來自於「月球（Folad）」，是馬拉道(Malataw)與茹妮(Dongi)的子女。與妹妹吉薩兒(Cidal)分別於日夜間輪流出現。

## 傳說
普拉斯與吉薩兒在成年後，被馬拉道付予照耀大地的職責。然後普拉斯生性怠惰，導致日月顛倒混亂不堪，故而馬拉道撤除他的職務並由吉薩兒負責。此事被普拉斯知曉後，十分不悅，便與吉薩兒爭相出現，並加劇光與熱，使得萬物枯萎凋零。最終在Adek/Ade'k利用七彩釣竿及弓箭射傷普拉斯，並使普拉斯成為月亮後，才從新恢復秩序，阿蛇克的七彩釣竿則懸掛於天上成為彩虹 。

## 影響
阿美族人認為此傳說為母系社會出現的起因之一與女性月經(Folad)的由來。。